# Maria Eleonore von Hatzfeld-Wildenburg
Maria Eleonore von Hatzfeld-Wildenburg, nota anche come Maria Eleonore von Dernbach (Unterschüpf, 16 febbraio 1680 – Wiesentheid, 26 aprile 1718), è stata una nobile tedesca.

## Biografia
Maria Eleonore von Hatzfeld nacque il 16 febbraio 1680 al castello di Unterschüpf, nell'attuale territorio comunale di Boxberg. Due giorni dopo, il 18 febbraio, venne battezzata in loco. Suo padre era il conte Heinrich von Hatzfeld, mentre sua madre era la contessa Catharina Elisabetha von Schönborn. Maria Eleonore era la figlia secondogenita della coppia, che contò in tutto nove figli di cui però solo pochi raggiunsero l'età adulta.
Nel marzo 1695 si sposò con il vecchio conte Johann Otto von Dernbach, sovrano della contea di Wiesentheid, da poco costituita in seno al Sacro Romano Impero. Appena un anno dopo, Johann Otto cadde gravemente malato e pertanto, il 31 dicembre 1696, fece proclamare contessa regnante sua moglie Maria Eleonore. Nel suo testamento, pubblicato il 7 gennaio 1697, il conte rafforzò ulteriormente questa intenzione. Quando morì nel maggio del 1697, Maria Eleonore gli subentrò al governo della contea.
Ne seguì ad ogni modo una causa intentata dal principe-vescovo di Würzburg, Johann Gottfried von Guttenberg, che non poteva tollerare che una donna governasse un territorio nelle immediate vicinanze del suo stato. Un parente della contessa, il principe-vescovo di Bamberga, Lothar Franz von Schönborn, fece appello sul caso all'imperatore Leopoldo I del Sacro Romano Impero. Solo dopo la morte di Gottfried von Guttenberg ad ogni modo venne raggiunto un compromesso e il 12 febbraio 1701 Maria Eleonore poté subentrare ufficialmente al governo senza oppositori.
Nello stesso anno la contessa si risposò col conte Rudolf Franz Erwein von Schönborn al quale lasciò la sola reggenza della contea dal 26 luglio 1704. Ritiratasi a vita privata, la contessa morì il 26 aprile 1718 nella sua residenza di Wiesentheid.

## Matrimonio e figli

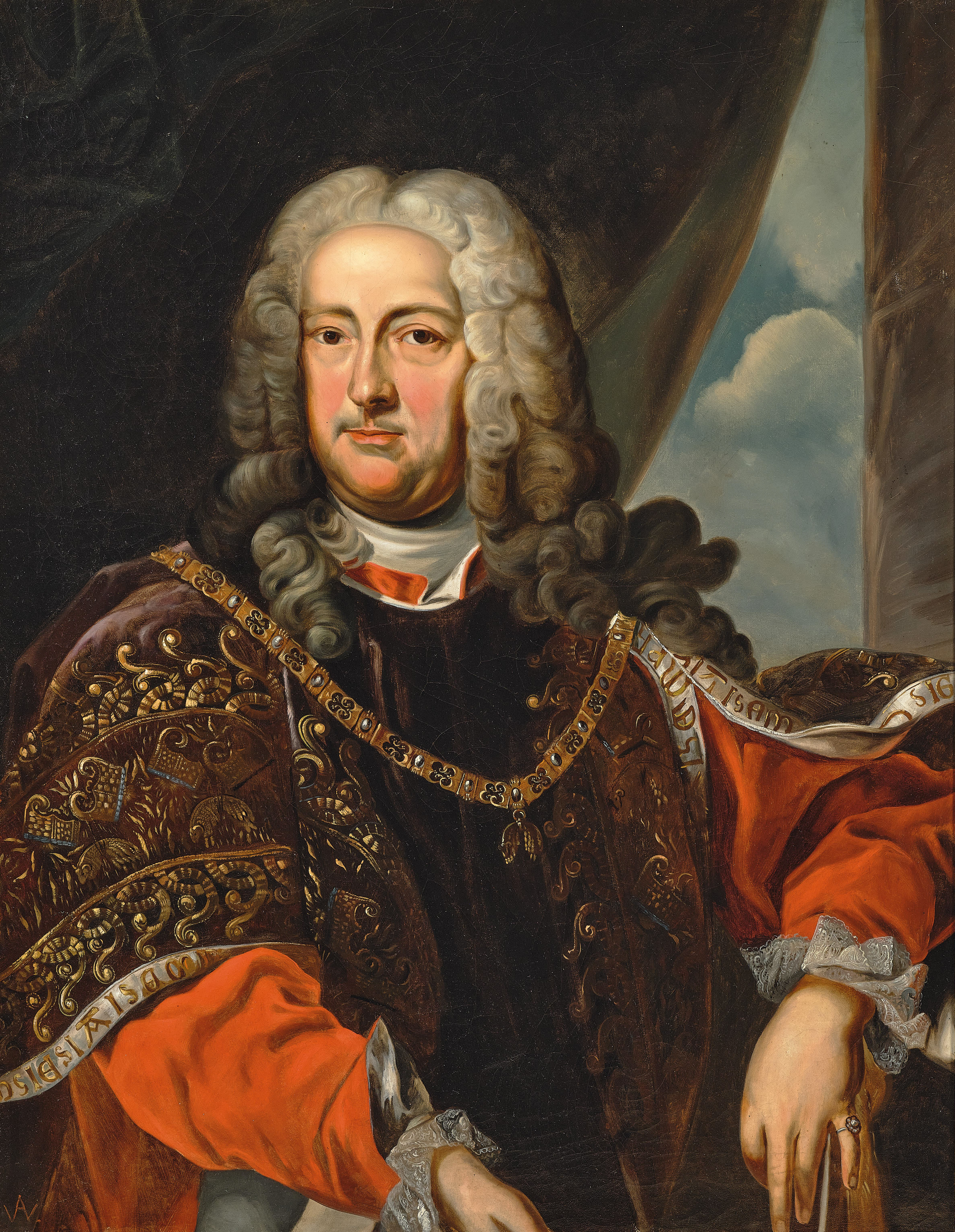
Il conte Rudolf Franz Erwein von Schönborn

Il 18 aprile 1695 Maria Eleonore von Hatzfeld sposò l'ex canonico di Würzburg, Johann Otto von Dernbach. Nacque una figlia da questa unione che però ebbe un solo anno di vita:
- Marie Charlotte (1696 - 1696)

Il 12 novembre 1701 sposò suo cugino, il conte Rudolf Franz Erwein von Schönborn, dal quale ebbe i seguenti eredi:
- Anna Catharina Maria Sophie (30 luglio 1702, Magonza - 5 novembre 1760, Hoensbroek), sposò il 30 novembre 1720 a Bamberga il nobile Franz Arnold Adrian Johann von Hoensbroech, marchese di Hoensbroech (1696-1759)
- Anna Sophie (10 agosto 1704 - 4 settembre 1710)
- Maria Karolina (24 ottobre 1705 - 30 agosto 1739)
- Eva Therese (1707–1794), badessa del convento di Sant'Anna a Würzburg
- Joseph Franz (1708-1772), sposò il 30 agosto 1736 la contessa Bernhardine von Plettenberg (1719-1769)
- Anna Eva (9 agosto 1709 - 16 settembre 1710)
- Melchior Friedrich Joseph (1711–1754), prevosto dell'Abbazia di Sant'Albano a Magonza
- Anna Johanna (8 giugno 1712 - 14 novembre 1788)